# Borneói villásrigó
A borneói villásrigó (Enicurus borneensis) a madarak osztályának a verébalakúak (Passeriformes) rendjéhez és a  légykapófélék (Muscicapidae) családjához tartozó faj.

## Rendszerezése
A fajt Richard Bowdler Sharpe angol zoológus és ornitológus írta le 1889-ben, a Henicurus nembe Henicurus borneensis néven. Egyes szervezetek szerint a fehérfejű villásrigó (Enicurus leschenaulti) alfaja Enicurus leschenaulti borneensis néven.

## Előfordulása
Indonéziához tartozó Borneó szigetén honos. Természetes élőhelyei a szubtrópusi vagy trópusi esőerdők, folyók és patakok környékén. Állandó, nem vonuló faj.

## Természetvédelmi helyzete
A Természetvédelmi Világszövetség Vörös listáján nem szerepel.